# Martinsried

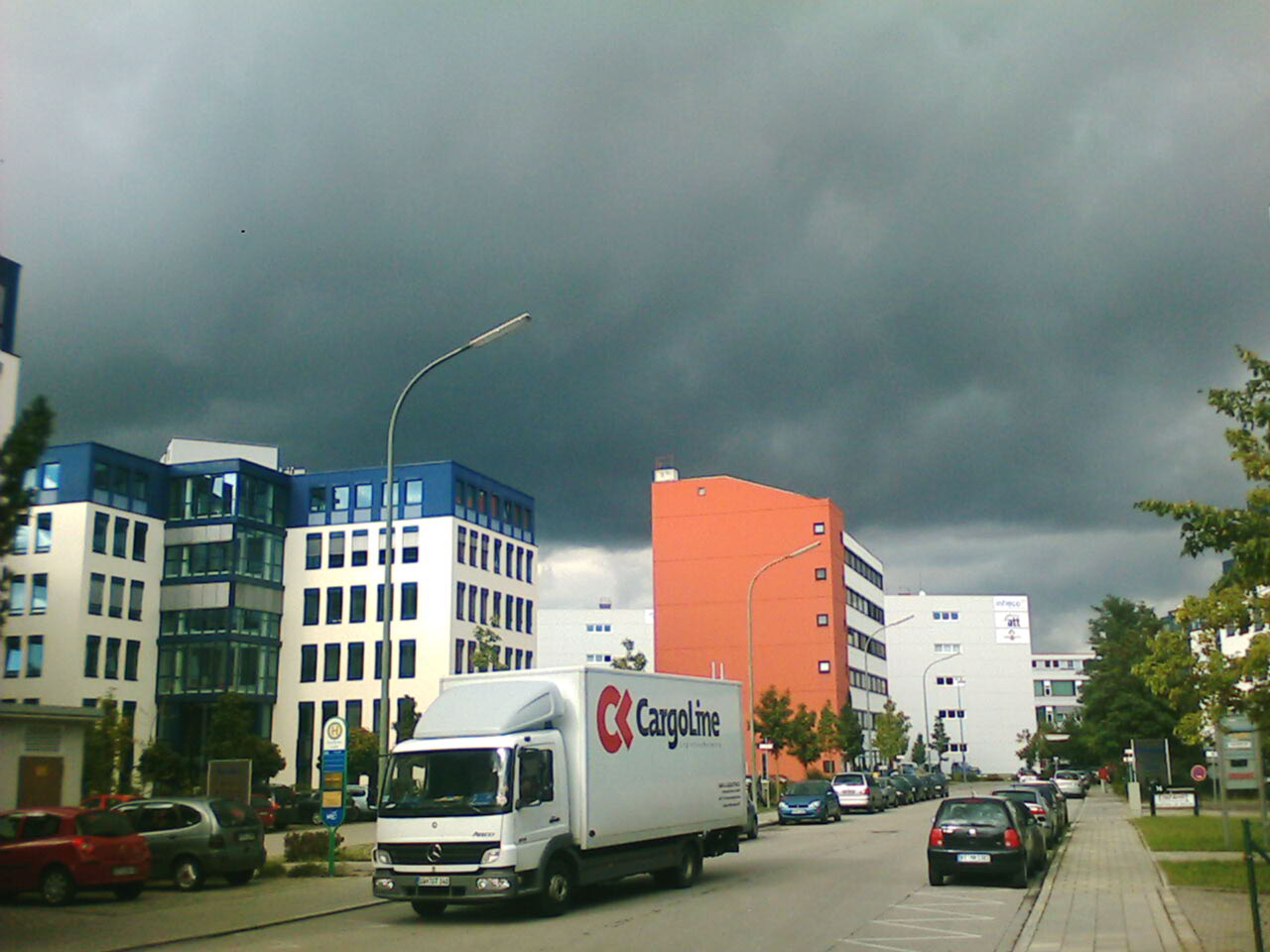
Martinsried

Martinsried est une annexe de la commune de Planegg, près de Munich, et compte 4300 habitants (2019).

## Histoire
La localité apparait pour la première fois en 1180 dans un document du monastère de Dietramszell sous le nom de St. Martin im Riedt.

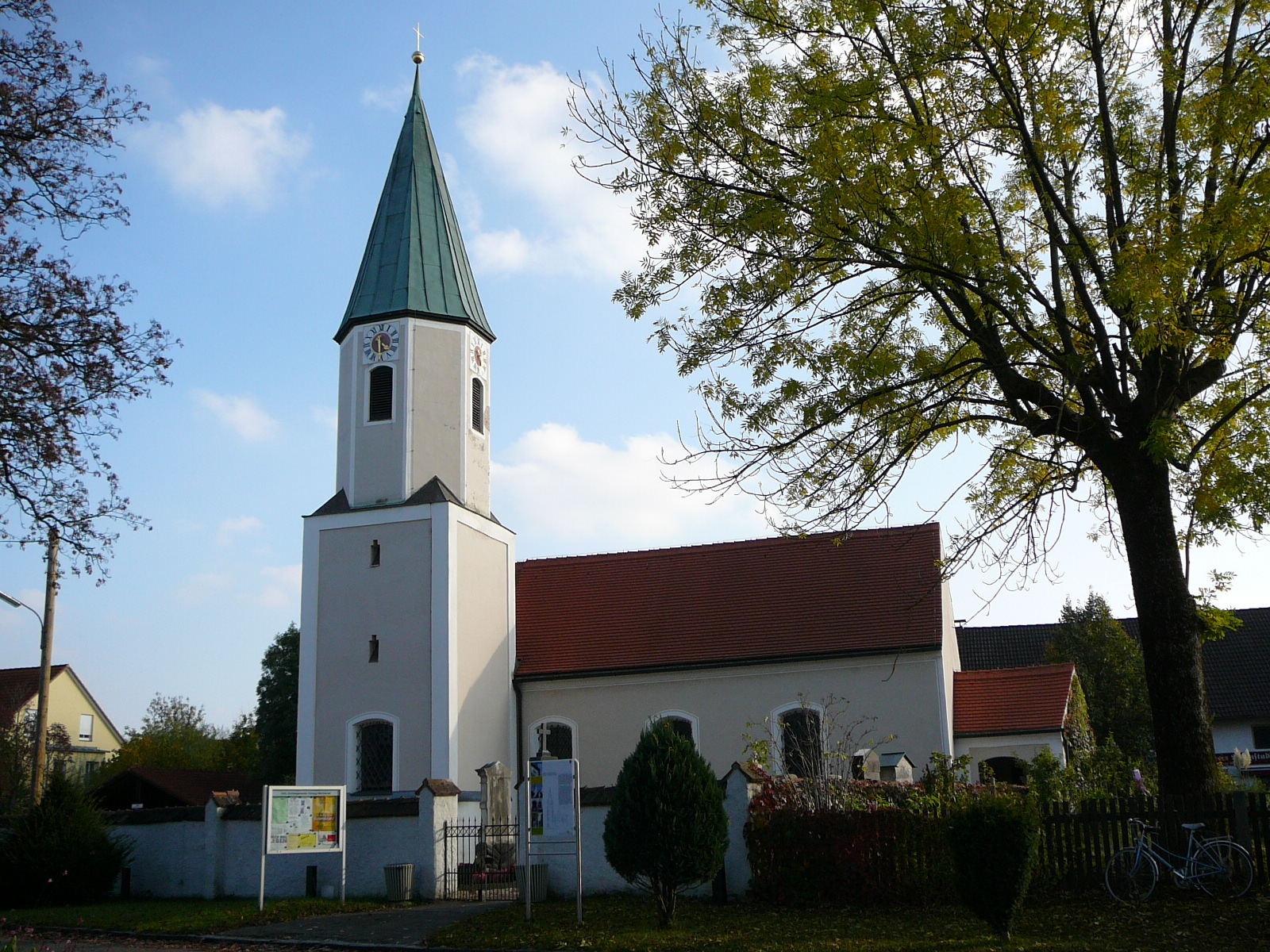
Église St. Martin

En 1425, Guillaume III de Bavière offre ses possessions de Planegg, Martinsried, Gräfelfing et Hadern à son fils (illégitime) Konrad von Egenhofen. Dès lors, les localités de Martinsried et Planegg seront regroupées. Jusqu'en 1785, le hameau ne comportait que huit maisons et ne comportera que près de cinquante en 1950.
Entre 1970 et 1972, le bourg se développe avec la proximité de l'université LMU Klinikum (en), l'institut Max-Planck de biochimie. De nombreuses entreprises se sont également implantées à proximité.